# Stan Rogers
Stanley Allison Rogers (Hamilton (Ontario), 29 november 1949 – Hebron (Kentucky), 2 juni 1983) was een Canadese folkgitarist en singer-songwriter. Rogers stond bekend om zijn rijke baritonstem en zijn traditioneel klinkende liedjes die vaak werden geïnspireerd door Canadese geschiedenis en het dagelijkse leven van werkende mensen, vooral die uit de vissersdorpen van de maritieme provincies en later de boerderijen van de Canadese prairies en grote meren. Rogers overleed op 33-jarige leeftijd bij een brand aan boord van Air Canada Flight 797 op de grond op de Greater Cincinnati Airport.

## Biografie
Rogers is geboren in Hamilton, Ontario   en de oudste zoon van Nathan Allison Rogers en Valerie Rogers-Bushell, twee maritimers die waren verhuisd naar Ontario op zoek naar werk, kort na hun huwelijk in juli 1948. Hoewel Rogers is opgegroeid in Binbrook, Ontario, bracht hij vaak de zomers door met het bezoeken van familie in Guysborough County, Nova Scotia.
Daar raakte hij bekend met de manier van leven in de maritimes, een invloed die een diepgaande invloed zou hebben op zijn latere muzikale ontwikkeling. Hij was van jongs af aan geïnteresseerd in muziek en begon naar verluidt te zingen kort nadat hij had leren spreken. Hij kreeg zijn eerste gitaar, een miniatuur met de hand gebouwd door zijn oom Lee Bushell, toen hij vijf jaar oud was. Hij werd blootgesteld aan een verscheidenheid aan muziekinvloeden, maar een van de meest blijvende waren de country and western deuntjes die zijn ooms zongen tijdens familiebijeenkomsten. Gedurende zijn jeugd oefende hij zijn zang en spel samen met zijn zes jaar jongere broer Garnet Rogers.
Terwijl Rogers naar de Saltfleet High School in Stoney Creek, Ontario ging, begon hij andere jonge mensen te ontmoeten die geïnteresseerd waren in folkmuziek en hoewel hij deze keer bezig was met rock-'n-roll, zong en speelde hij basgitaar in garagebands zoals Stanley and the Living Stones en The Hobbits. Na de middelbare school ging Rogers kort naar zowel de McMaster University als de Trent University, waar hij optrad op kleine podia met andere studentmuzikanten, waaronder Ian Tamblyn, Chris Ward en mede-hobbit Nigel Russell. Russell schreef het nummer White Collar Holler, dat Rogers regelmatig op het podium zong.
Rogers tekende in 1970 bij RCA Records en nam de twee singles Here's to You Santa Claus (1970) en The Fat Girl Rag (1971) op. In 1973 nam Rogers de drie singles Three Pennies , Guysborough Train en Past Fifty op voor Polygram.
In 1976 nam Rogers zijn debuutalbum Fogarty's Cove op, uitgebracht in 1977 bij Barnswallow Records. Het onderwerp van het album ging bijna volledig over het leven in maritiem Canada en was meteen een succes. Rogers vormde toen Fogarty's Cove Music en kocht Barnswallow Records tijdens de productie van Turnaround, waardoor hij zijn eigen albums kon uitbrengen. Postuum zijn er extra albums uitgebracht.
Rogers' liedjes hadden vaak een celtic gevoel dat gedeeltelijk te danken was aan zijn veelvuldig gebruik van de D-A-d-g-a-d gitaarstemming. Hij gebruikte regelmatig zijn William Laskin ingebouwde 12-snarige gitaar in zijn uitvoeringen. Zijn bekendste stukken zijn onder meer Northwest Passage, Barrett's Privateers, The Mary Ellen Carter, Make and Break Harbor, The Idiot, Fogarty's Cove en White Squall.

## Overlijden
Rogers overleed samen met 22 andere passagiers, hoogstwaarschijnlijk door inademen van rook op 2 juni 1983, tijdens een reis met Air Canada Flight 797 (een McDonnell Douglas DC-9) na een optreden bij het Kerrville Folk Festival. Het passagiersvliegtuig vloog van Dallas (Texas), naar Toronto en Montreal, toen een brand in een toilet achter in het vliegtuig de piloten dwong een noodlanding te maken op Greater Cincinnati Airport in het noorden van Kentucky.
Aanvankelijk waren er geen zichtbare vlammen en nadat pogingen om de brand te blussen zonder succes waren, vulde de rook de cabine. Bij de landing werden de deuren van het vliegtuig geopend, waardoor de vijf bemanningsleden en 18 passagiers konden ontsnappen, maar ongeveer 60 tot 90 seconden na de evacuatie veroorzaakte de zuurstof die van buiten naar binnen stroomde een flitsbrand. Rogers was aanvankelijk een van de passagiers geweest om te ontsnappen, maar hij kwam op een gegeven moment weer in het vliegtuig om te helpen bij de pogingen om anderen te helpen ontsnappen.

## Nalatenschap
Rogers' nalatenschap omvat zijn opnamen, songboeken en toneelstukken, waarvoor hij de opdracht kreeg om muziek te schrijven. Zijn liedjes worden nog steeds vaak gecoverd door andere muzikanten en zijn vaste favorieten bij Canadese kampvuren en zangkringen. Leden van Rogers' band, waaronder zijn broer Garnet Rogers, blijven actieve artiesten en vormen een belangrijk onderdeel van de structuur van de hedendaagse Canadese folkmuziek. Na zijn dood werd hij genomineerd voor de Juno Awards van 1984 in de categorie «Beste mannelijke vocalist». Datzelfde jaar ontving hij postuum het Diplôme d'Honneur van de Canadian Conference of the Arts. In 1994 werd zijn postume live-album Home in Halifax eveneens genomineerd voor de «Best Roots and Traditional Album».
Zijn weduwe Ariel blijft toezicht houden op zijn landgoed en nalatenschap. Zijn muziek en teksten zijn te zien in tal van geschreven publicaties en films. Zijn teksten zijn bijvoorbeeld verschenen in poëzieboeken op school, waarbij deze hun plaats innamen naast erkende klassiekers. Zijn lied Northwest Passage was te horen in de laatste aflevering van het tv-programma Due South, evenals zijn liedjes Barrett's Privateers en Watching the Apples Grow, die eerder was verschenen. Barrett's Privateers werd ook veelvuldig gebruikt in reclame-advertenties voor Alexander Keith's Brewery bier. In de CTV Television Network film uit 2005, gemaakt voor tv over het leven van Terry Fox, is Turnaround van Rogers de muziek voor de eindopname. Aan het einde van de film wordt Fox alleen afgebeeld terwijl hij een heuvel oploopt, terwijl de tekst 'And yours was the open road. The bitter song/The heavy load that I'll never share, tho' the offer's still there/Every time you turn around', een verband smeedt tussen deze Canadese iconen. Veel van zijn nummers op de albums Northwest Passage en From Fresh Water verwijzen naar gebeurtenissen in de Canadese geschiedenis.
Adrienne Clarkson, die, voordat hij van 1999 tot 2005 als Gouverneur-generaal van Canada diende, voor de Canadian Broadcasting Corporation had gewerkt, belichtte Rogers' carrière in een televisiedocumentaire uit 1989 met de titel One Warm Line bij Canadian Broadcasting Corporation. Ze citeerde ook Rogers in haar investitural-adres.
Toen Peter Gzowski van CBC Canadezen vroeg om een alternatief volkslied te kiezen, was Northwest Passage de overweldigende keuze.
Het Stan Rogers Folk Festival wordt elk jaar gehouden in Canso, Nova Scotia. In 1995 gaven verschillende artiesten twee concertavonden in het Rebecca Cohn Auditorium in Halifax, die dat jaar op album werden uitgebracht als Remembering Stan Rogers.
Rogers is ook een blijvend onderdeel van het Canadese folkfestival Summerfolk Music and Crafts Festival, dat jaarlijks wordt gehouden in Owen Sound, Ontario, waar het hoofdpodium en het amfitheater zijn gewijd als de Stan Rogers Memorial Canopy. Het festival is stevig verankerd in de traditie, met Rogers' lied The Mary Ellen Carter dat wordt gezongen door alle betrokkenen, inclusief het publiek en een mengelmoes van acts op het festival.
Op Canmore Folk Music Festival, het langstlopende folkmuziekfestival van Alberta, gaan artiesten naar de Stan Rogers Memorial Stage, het hoofdpodium van het festival.
Stans zoon, Nathan Rogers, is ook een gevestigde Canadese folkartiest met een stem en lyrisch inzicht vergelijkbaar met die van zijn vader. Hij heeft twee veelgeprezen solo-cd's uitgebracht en toert internationaal als solo-act en in het trio Dry Bones.
- In 2007 werd Rogers postuum onderscheiden met een National Achievement Award tijdens de jaarlijkse SOCAN Awards die in Toronto worden gehouden.
- In 2011 bracht de piratenmetalband Alestorm een cover uit van Rogers' nummer Barrett's Privateers (Napalm Records).
- In 2013 veranderde Groundwood Books Rogers' lied Northwest Passage in een kinderboek, geïllustreerd door de bekroonde kunstenaar Matt James.
- In 2019 bracht de Canadese metalband Unleash the Archers een cover uit van Rogers' Northwest Passage bij Napalm Records.
- In 2019 bracht de Canadese folkpunkband The Dreadnoughts een cover van Rogers' Northwest Passage uit, evenals het herdenkingslied Dear Old Stan bij Stomp Records.
- In 2020 bevatte het thuistenue van de voetbalclub HFX Wanderers FC uit de Canadian Premier League een geluidsgolffoto gemaakt van Rogers' Barrett's Privateers, gedeeltelijk geïnspireerd door de adoptie van het nummer door Privateers 1882, een supportersgroep van the Wanderers.

## Discografie

### Singles
- 1970: Here's To You Santa Claus / Coventry Carol (RCA)
- 1971: Fat Girl Rag / Seven Years Along (RCA)
- 1974: Three Pennies / Past Fifty / Guysborough Train (CBC Promo)

### Albums
- 1977: Fogarty's Cove
- 1978: Turnaround
- 1979: Between the Breaks ... Live!
- 1981: Northwest Passage
- 1983: For the Family
- 1984: From Fresh Water
- 1991: In Concert
- 1993: Home in Halifax
- 1996: Poetic Justice
- 1999: From Coffee House to Concert Hall
- 2011: The Very Best of Stan Rogers
- 2013: The Collection 6 cd + 1 dvd Anthology